# ده جاني (بربرود الغربي)
ده جاني (بالفارسية: ده جانی) هي قرية تقع في إيران في قسم بربرود الغربي الریفي. يقدر عدد سكانها بـ 79 نسمة .